# Alpha Ethniki 1996-1997
L'Alpha Ethniki 1996-1997 fu la 61ª edizione della massima serie del campionato di calcio greco, conclusa con la vittoria dell'Olympiacos, al suo ventiseiesimo titolo.
Capocannoniere del torneo fu Alexandros Alexandris (Olympiacos), con 23 reti.

## Formula
Come nella stagione precedente le squadre partecipanti furono 18 e disputarono un girone di andata e ritorno per un totale di 34 partite.
Le ultime tre classificate furono retrocesse in Beta Ethniki.
Il punteggio prevedeva tre punti per la vittoria, uno per il pareggio e nessuno per la sconfitta.
L'Aris Salonicco fu penalizzato di tre punti.
Le squadre ammesse alle coppe europee furono sei: i campioni alla UEFA Champions League 1997-1998, la vincitrice della coppa nazionale alla Coppa delle Coppe 1997-1998, seconda e terza classificata alla Coppa UEFA 1997-1998 più due ulteriori squadre alla Coppa Intertoto 1997.

## Squadre partecipanti
| Squadra         | Città     | Stadio | Stagione 1995-1996 |
| --------------- | --------- | ------ | ------------------ |
| AEK Atene       | Atene     |        | 2°                 |
| Apollōn Smyrnīs | Atene     |        | 11°                |
| Arīs Salonicco  | Salonicco |        | 7°                 |
| Athīnaïkos      | Vironos   |        | 10°                |
| Edessaïkos      | Edessa    |        | 9°                 |
| Iōnikos         | Nikea     |        | 8°                 |
| Īraklīs         | Salonicco |        | 4°                 |
| Kalamata        | Calamata  |        | 13°                |
| Kastoria        | Kastoria  |        | Beta Ethniki       |
| Kavala          | Kavala    |        | Beta Ethniki       |
| OFI Creta       | Candia    |        | 5°                 |
| Olympiacos      | Il Pireo  |        | 3°                 |
| Panachaïkī      | Patrasso  |        | 15°                |
| Panathīnaïkos   | Atene     |        | Campione di Grecia |
| Panīleiakos     | Pyrgos    |        | 12°                |
| PAOK            | Salonicco |        | 14°                |
| GAS Veria       | Veria     |        | Beta Ethniki       |
| Skoda Xanthī    | Xanthi    |        | 6°                 |

## Classifica finale
|                   | Pos. | Squadra         | Pt | G  | V  | N  | P  | GF | GS | DR  |
| ----------------- | ---- | --------------- | -- | -- | -- | -- | -- | -- | -- | --- |
| Grecia (bandiera) | 1.   | Olympiacos      | 84 | 34 | 26 | 6  | 2  | 72 | 14 | +58 |
|                   | 2.   | AEK Atene       | 72 | 34 | 22 | 6  | 6  | 75 | 28 | +47 |
|                   | 3.   | OFI Creta       | 66 | 34 | 20 | 6  | 8  | 51 | 28 | +23 |
|                   | 4.   | PAOK            | 66 | 34 | 19 | 9  | 6  | 53 | 28 | +25 |
|                   | 5.   | Panathīnaïkos   | 64 | 34 | 20 | 4  | 10 | 60 | 25 | +35 |
|                   | 6.   | Kavala          | 55 | 34 | 16 | 7  | 11 | 42 | 43 | -1  |
|                   | 7.   | Panīleiakos     | 45 | 34 | 13 | 6  | 15 | 39 | 49 | -10 |
|                   | 8.   | Iōnikos         | 44 | 34 | 12 | 8  | 14 | 40 | 47 | -7  |
|                   | 9.   | Apollōn Smyrnīs | 42 | 34 | 12 | 6  | 16 | 39 | 42 | -3  |
|                   | 10.  | GAS Veria       | 41 | 34 | 11 | 8  | 15 | 33 | 33 | 0   |
|                   | 11.  | Kalamata        | 41 | 34 | 10 | 11 | 13 | 34 | 50 | -16 |
|                   | 12.  | Athīnaïkos      | 40 | 34 | 11 | 7  | 16 | 41 | 59 | -18 |
|                   | 13.  | Īraklīs         | 39 | 34 | 11 | 6  | 17 | 41 | 54 | -13 |
|                   | 14.  | Skoda Xanthī    | 39 | 34 | 10 | 9  | 15 | 53 | 59 | -6  |
|                   | 15.  | Panachaïkī      | 39 | 34 | 9  | 12 | 13 | 31 | 38 | -7  |
|                   | 16.  | Arīs Salonicco  | 35 | 34 | 9  | 11 | 14 | 32 | 48 | -16 |
|                   | 17.  | Edessaïkos      | 28 | 34 | 7  | 7  | 20 | 38 | 61 | -23 |
|                   | 18.  | Kastoria        | 8  | 34 | 1  | 5  | 28 | 13 | 81 | -68 |

Legenda:

      Campione di Grecia e ammesso alla UEFA Champions League
      Ammesso alla Coppa UEFA
      Ammesso alla Coppa delle Coppe
      Ammesso alla Coppa Intertoto
      Retrocesso in Beta Ethniki
Note:

Tre punti a vittoria, uno a pareggio, zero a sconfitta.
Aris Salonicco penalizzato di 3 punti

### Verdetti
- Olympiacos campione di Grecia 1996-97 e qualificato alla UEFA Champions League
- AEK Atene qualificato alla Coppa delle Coppe
- OFI Creta e PAOK Salonicco qualificati alla Coppa UEFA
- Iraklis Salonicco e Panachaiki qualificati alla Coppa Intertoto
- Aris Salonicco, Edessaikos e Kastoria retrocesse in Beta Ethniki.